# Wahrlich, wahrlich, ich sage euch, BWV 86
Wahrlich, wahrlich, ich sage euch, BWV 86 (En veritat, en veritat us dic), és una cantata religiosa de Johann Sebastian Bach per al cinquè diumenge després de Pasqua, estrenada a Leipzig el 14 de maig de 1724.

## Origen i context
Aquest cinquè diumenge després de Pasqua, s'anomena en la litúrgia luterana diumenge Rogate, per ser el començament de l'Introito de la missa. L'autor anònim empra en el número 1 un versicle de l'evangeli (Joan 16, 23) que intitula la cantata, la segona estrofa de l'himne Kommt her zu mir, spricht Gottes Sohn de Georg Grünwald (1530) per al número 3 i l'onzena estrofa de Est ist as Heil uns kommen her de Paul Speratus (1534) en el coral final. Per a aquest diumenge es conserva una altra cantata, la BWV 87, la següent en el catàleg.

## Anàlisi
Obra escrita per a soprano, contralt, tenor, baix i cor; dos oboès, dos oboès d'amor, corda i baix continu. Consta de sis números.
1. Arioso (baix): Wahrlich, wahrlich, ich sage euch  (En veritat, en veritat us dic)
2. Ària (contralt): Ich will doch wohl Rosen brechen,  (Podré doncs collir les Roses)
3. Coral (soprano): Und was der ewig gültig Gott” (I tot allò que el Déu eternament pietós)
4. Recitatiu (tenor): Gott macht es nicht gleichwie die Welt” (Déu no fa com el Món)
5. Ària (tenor): Gott hilft gewiss (Déu sempre ajuda!)
6. Coral: Die Hoffnung wart' der rechten Zeit (L'esperança resta a l'aguait del moment oportú)

El text inicial s'expressa en forma d'arioso a càrrec del baix, que com sempre, representa Jesús, amb una solemnitat plena de serenor. El contralt canta l'ària número 2, acompanyat del violí solista i el continu, però sense gaire relació temàtica entre ells, a notar una extensa vocalització sobre el terme flehen (súplica). En el número 3 el soprano canta el coral indicat, inserit en un trio instrumental format pels dos oboès d'amor i el continu en forma concertant. Un breu recitatiu secco del tenor porta a l'ària, també de tenor, amb una participació rellevant del violí primer que dona un ritme d'alegria i satisfacció per l'ajut diví, que mai no falla, que és la tesi teològica de la cantata. El coral del número 6, de gran sobrietat, canta el text indicat i clou l'obra. Té una durada aproximada d'un quart d'hora.

## Discografia seleccionada
- J.S. Bach: Das Kantatenwerk. Sacred Cantatas Vol. 5. Nikolaus Harnoncourt, Tölzer Knabenchor (Gerard Schmidt-Gaen, director), Concentus Musicus Wien, Wilhelm Wiedl (solista del cor), Paul Esswood, Kurt Equiluz, Ruud van der Meer. (Teldec), 1994.
- J.S. Bach: The complete live recordings from the Bach Cantata Pilgrimage. CD 19: Annenkirche, Dresden; 27 i 28 de maig de 2000. John Eliot Gardiner, Monteverdi Choir, English Baroque Soloists, Katharine Fuge, Robin Tyson, Steve Davislim, Stephan Loges. (Soli Deo Gloria), 2013.
- J.S. Bach: Complete Cantatas Vol. 8. Ton Koopman, Amsterdam Baroque Orchestra & Choir, Sibylla Rubens, Bernhard Landauer, Christoph Pégardien, Klaus Mertens. (Challenge Classics), 2005.
- J.S. Bach: Cantatas Vol. 19. Masaaki Suzuki, Bach Collegium Japan, Yokari Nonoshita, Robin Blaze, Makoto Sakurada, Stephan Macloed. (BIS), 2002.
- J.S. Bach: Church Cantatas Vol. 27. Helmuth Rilling, Gächinger Kantorei, Bach-Collegium Stuttgart, Arleen Augér, Helen Watts, Adalbert Kraus, Walter Heldwein. (Hänssler), 1999.
- J.S. Bach: Cantatas for the Liturgical Year, Vol. 10. Sigiswald Kuijken, La Petite Bande, Siri Thornhill, Petra Noskaiova, Christoph Genz, Jan van der Crabben. (Accent), 2010.